# 第3回ジャパンボウル
第3回ジャパンボウルは1978年1月14日、国立競技場で行われたカレッジフットボールのオールスター東西対抗戦。第2回ジャパンボウルに出場した後、前年の2月19日に21歳で死去したカリフォルニア大学のQBジョー・ロス を記念して、ジョー・ロスの記念大会とし、収益を米国ガン協会に寄付することが1977年9月19日に決定した。オールアメリカンに選ばれた10人を含む、全米の大学チームから選ばれた62人が東西に分かれて出場した。雨上がりの国立競技場には、3万3000人のファンが詰めかけた。試合は全米チャンピオンとなったノートルダム大学のメンバーが中心の東軍がパスプレーで得点をあげ続け、26-10で勝利した。

## 試合開催前の話題
ハイズマン賞受賞者のアール・キャンベルら6人は、故障のため出場を断念した。来日したメンバーの中で注目を集めたのは、東軍では、ノートルダム大学のディフェンシブエンドロス・ブラウナー、ケン・マカフィー、ルーサー・ブラッドレー、ケン・ダイク(Ken Dike)、ケンタッキー大学のディフェンシブエンドアート・スティル、西軍ではアリゾナ州立大学のジョン・ジェファーソン、USCのランディ・シムリン(Randy Simmrin)、及びハワイ大学の日系人ディフェンシブエンド、ハリス・マツシマ(Harris Matsushima)らであった。

## 試合経過
東軍は第1Q4分40秒に、スミスからスキビンスキーへのTDパスで先制、リードされた西軍は第2Q3分8秒に、アリゾナ州立大学のQBデニス・スプロールからのロングパスをフィールド中央付近でUSCのWRランディ・シムリンがキャッチし、最後は40ヤード以上を独走してTD、7-6と逆転した。東軍は前半に、モローのFGで9-7と逆転した。
第3Qに東軍は自陣10ヤード地点でキックオフをキャッチしたメンフィス州立大学のキース・ライトが敵陣42ヤードまでのビッグリターンを見せた。
第3Qから第4Q前半に西軍のQB、ロドニー・アリソンのパスはさえたが、TDはあげられず、第4Qにエリスからライトへの21ヤードのTDパスが成功し、東軍が26-10で勝利した。
アート・スティルを中心とした堅いディフェンスの東軍は西軍オフェンスを圧迫し、東軍のパスが50回中27回成功したのに対して、西軍がパス55回中25回成功にとどまった。
試合終了直前にエリスからパスを受けた明治大学の石割大樹はゴール前1ヤード地点でタックルされ、タッチダウンを逃した。
東軍のケン・マカフィーは、相手守備選手をブロックした後、一回転してマークを外してレシーバーとなっていた。

## ハーフタイム
ハーフタイムには、USCのチアリーダー9人がダンスを披露、他には日本のSKDのアトミック・ガールズ55人がラインダンスを見せた。